# Quảng Cát
Quảng Cát là một phường thuộc thành phố Thanh Hóa, tỉnh Thanh Hóa, Việt Nam.

## Địa lý
Phường Quảng Cát nằm ở phía đông nam thành phố Thanh Hóa, có vị trí địa lý:
- Phía đông và phía nam giáp thành phố Sầm Sơn
- Phía tây giáp huyện Quảng Xương và phường Quảng Đông
- Phía bắc giáp các phường Quảng Tâm và Quảng Phú.

Phường có diện tích 6,65 km², dân số năm 2019 là 11.505 người, mật độ dân số đạt 1.730 người/km².

## Lịch sử
Vùng đất thuộc phường Quảng Cát ngày nay, vào đầu thế kỉ 19 thuộc tổng Giặc Thượng, huyện Quảng Xương, phủ Tĩnh Gia, nội trấn Thanh Hóa.
Năm Minh Mạng thứ 2 (1821) đổi thành tổng Kính Thượng, từ thời Đồng Khánh đến trước năm 1945 thuộc tổng Cung Thượng, huyện Quảng Xương, phủ Tĩnh Gia, tỉnh Thanh Hóa.
Sau năm 1945, địa bàn phường thuộc xã Phạm Hồng Thái, huyện Quảng Xương. Năm 1948, xã Phạm Hồng Thái sáp nhập với các xã Bình Định và Lam Sơn thành xã Quảng Cát, tên gọi Quảng Cát xuất hiện từ đây. Năm 1954, một phần xã Quảng Cát được tách ra để lập các xã Quảng Tâm và Quảng Minh.
Ngày 29 tháng 2 năm 2012, xã Quảng Cát được chuyển từ huyện Quảng Xương về thành phố Thanh Hóa.
Ngày 9 tháng 12 năm 2020, Ủy ban Thường vụ Quốc hội ban hành Nghị quyết 1108/NQ-UBTVQH14 về việc thành lập các phường thuộc thành phố Thanh Hóa (nghị quyết có hiệu lực từ ngày 1 tháng 2 năm 2021). Theo đó, thành lập phường Quảng Cát trên cơ sở toàn bộ 6,65 km² diện tích tự nhiên và 11.505 người của xã Quảng Cát.

### Phân chia hành chính
Đến năm 2019, xã Quảng Cát có 3 làng: 
- Làng Yên Khoái: đầu thế kỉ 19 là thôn An Khoái thuộc xã Giặc Thượng, tổng Giặc Thượng. Làng này gồm 12 xóm: Ung, Nghĩa, Dừa, Khoai Nghè, Khoai Đình, Sổ, Hậu, Chùa, Chợ Đồn, Hác, Bái Thịnh và Bái Nãi.
- Làng Nang: đầu thế kỉ 19 là thôn Nang thuộc xã Hưng Lễ, tổng Giặc Thượng, lị sở của huyện Quảng Xương. Làng này gồm 2 xóm: Hương Lễ và Quần Mộc.
- Cổ Tháp.

Sau năm 1954, xã Quảng Cát gồm 20 xóm là Cát Thành, Cát Lộc, Cát Khang, Cát Thọ, Cát Phú, Cát Hòa, Cát Đằng, Cát Bình, Cát Thái, Cát Yên, Cát Ninh, Cát Thượng, Cát Thanh, Cát Vinh, Cát Lượng, Cát Đức, Cát Đông, Cát Chính, Cát Xương và Cát Cường (sau Cát Cường đổi thành Cát Tiến).
Năm 1973, địa bàn xã chia thành 18 đội sản xuất.
Năm 1980, các đội sáp nhập thành 8 thôn, từ thôn 1 đến thôn 8.
Năm 1996, lại chia thành 18 thôn tương ứng với 18 đội sản xuất cũ.
Ngày 17 tháng 8 năm 2018, 18 thôn được sáp nhập thành 9 thôn từ thôn 1 đến thôn 9.